# Углянка (Тамбовская область)
Углянка — упразднённое село в Мичуринском районе Тамбовской области России. На момент упразднения входило в состав Хмелевского сельсовета. В 2008 году включено в состав села Старое Хмелевое.

## География
Село находилось в северо-западной части Тамбовской области, в лесостепной зоне, в пределах Окско-Донской низменной равнины, на левом берегу рукава Старица реки Польной Воронеж, к югу от села Старое Хмелевое, на расстоянии примерно 9 километров (по прямой) к югу от города Мичуринска, административного центра района.

### Климат
Климат умеренно континентальный, с холодной продолжительной зимой и тёплым летом. Средняя температура воздуха самого холодного месяца (января) — −10,5 °C (абсолютный минимум — −39 °C); самого тёплого месяца (июля) — 20 °C (абсолютный максимум — 38 °С). Безморозный период длится в среднем 136 дней. Среднегодовое количество атмосферных осадков составляет 550 мм, из которых 366 мм выпадает в период с апреля по октябрь.

## История
Постановлением Думы Тамбовской области от 25.04.2008 г. № 1031 село Углянка включено в состав села Старое Хмелевое.

## Население
| 1989 | 2002 | 2008 |
| ---- | ---- | ---- |
| 131  | ↗144 | ↘136 |

### Национальный состав
Согласно результатам переписи 2002 года, в национальной структуре населения русские составляли 95 %.